# 珍妮特·罗利
珍妮特·戴維森·羅利（英語：Janet Davison Rowley，1925年4月5日—2013年12月17日），美国生物学家和医学家，美国芝加哥大学的血液学家和教授。她于1946年在芝加哥大学获学士学位，2年后获硕士学位，1961年至牛津大学擔任博士，並於1978年成为全职教授。1972年，罗利发现费城染色体易位的机制，這是一种与某些白血病相关的遗传异常，即9号染色体长臂与22号染色体断臂进行相互易位，此發現使她成为肿瘤细胞遗传学的研究先驱。罗利于1996年获盖尔德纳国际奖，1998年获国家科学奖章、拉斯克临床医学研究奖等。

## 早期
羅利出生於1925年的紐約，她是家中的獨生女。其父親學歷是哈佛商學院工商管理碩士，而母親學歷是哥倫比亞大學碩士學位。雙親分別在大學學院與高中擔任教職工作，但其母親後來放棄教職，改擔任學校圖書館管理員。
在初中參與紐澤西州初中學術競賽時，羅利培養出對科學的興趣。15歲時，羅利獲得獎學金並去芝加哥大學實驗學校就讀，之後她在兩年內完成高中學業，並直升至芝加哥大學就讀。羅利在1944年獲得哲學學士學位，1946年獲得科學學士學位，1948年獲得醫學博士學位。自醫學院畢業後，羅利與唐納德·亞當斯·羅利（ Donald Adams Rowley）結婚，並在第四個兒子12歲前，擔任兼職工作。

## 事業
在1951年獲得醫療許可證後，羅利於馬里蘭州蒙哥馬利縣公共衛生部門嬰兒和產前門診擔任主治醫師。1955年至1961年間，羅利於朱利安·列文森基博士（Dr. Julian Levinson）基金會兒童發育障礙部門任研究員職位，並在伊利諾大學芝加哥分校醫學教授神經內科。
1962年，羅利離開英格蘭並回到芝加哥大學血液科擔任副研究員，並開始研究正常與非正常人類染色體的DNA複製。1969年，羅利升格為副教授，並在1977年擔任全職教授。在1970年代，羅利利用奎納克林熒光（quinacrine fluorescence ）和吉姆薩染液的方法來確認染色體，並發現某些白血病相關的遺傳異常與費城染色體有關。染色體易位過程主要為一條染色體斷裂並與另一條染色體連接，或是兩條染色體同時斷裂並互相交換位置。羅利還發現t(8;21)染色體易位與急性骨髓性白血病有關，t(15;17)染色體易位與急性早幼粒細胞白血病有關。
當羅利於1970年代發表她的發現後，她認為特定的染色體易位會引起特殊疾病，進而建立染色體易位與癌症起因的相關性。雖然羅利的研究曾受到質疑，但她隨後的研究更加穩固她的主張。到1990年時，染色體易位已被證明與不同的癌症有關。

## 獎項與榮耀
1984年，羅利在芝加哥大學獲得百隆-黎斯（Blum-Riese）傑出服務教授，並且還擔任過科學院臨時副院長。
1998年，因染色體易位研究，羅利與另外兩位科學家獲得拉斯克臨床醫學研究獎，並在同年獲得美國國家科學獎章。
2003年，羅利獲得美國哲學會的本傑明·富蘭克林獎章科學傑出成就獎。
2009年，羅利獲得美國平民最高榮譽的總統自由勳章，以及格鲁伯遗传学奖。
2012年，羅利因其傑出研究獲得希望基金癌症研究獎（Hope Funds for Cancer Research Award），並當選為希望基金科學顧問委員會委員。同年，羅利與另兩位開發伊馬替尼的科學家共同獲得日本國際獎。羅利出版了五百多篇文章，並直到去世前持續在芝加哥大學進行研究。

## 去世
2013年12月12日，羅利因卵巢癌，以88歲高齡去世。

## 延伸閱讀
- National Library of Medicine. Biography: Dr. Janet Davison Rowley （页面存档备份，存于）
- The University of Chicago Medical Center. Janet Rowley, MD, receives Presidential Medal of Freedom for cancer chromosome studies （页面存档备份，存于）, 2009
- The University of Chicago Medical Center. Janet Rowley, MD, awarded Gruber Genetics Prize for chromosome studies （页面存档备份，存于）, 2009
- The University of Chicago Medical Center. Janet Rowley, MD, receives prestigious National Medal of Science at White House ceremony, April 27 （页面存档备份，存于）, 1999
- The University of Chicago Medical Center. Press Release, 1998 Lasker Award to Janet Rowley （页面存档备份，存于）, 1998